# Letónia no Festival Eurovisão da Canção Júnior
Letónia foi um dos países fundadores do Festival Eurovisão da Canção Júnior em 2003.. A Letónia utilizou um formato de selecção nacional, com programas de radiodifusão intitulados "Bērnu Eirovīzija" e, mais tarde, "Balss Pavēlnieks". O primeiro representante a participar da nação no concurso de 2003 foi Dzintars Čīča com a música "Tu esi vasarā", que terminou em nono lugar entre dezesseis participações, alcançando uma pontuação de trinta e sete pontos. A Letónia esteve ausente da competição de 2006 a 2009, voltado em 2010, no entanto, retirou-se novamente da competição após a competição realizada em Yerevan, e ainda não regressou à competição.

## Participação[6]
Legenda
     Vencedor
     2.º lugar
     3.º lugar
     Pontuação Nula ("Null Points")/Último Lugar
     Melhor classificação (fora do top 3)
     Qualificação para a final (fora do top 3)
     País-anfitrião
     Desclassificado
| #                                | Ano  | Sede        | Artista                             | Canção                      | Tradução                          | Língua | Lugar | Pts |
| -------------------------------- | ---- | ----------- | ----------------------------------- | --------------------------- | --------------------------------- | ------ | ----- | --- |
| 1º                               | 2003 | Copenhague  | Dzintars Čīča                       | "Teu esi vasarā"            | Você está no verão                | Letão  | 9/16  | 37  |
| 2º                               | 2004 | Lillehammer | Mārtinš Tālbergs & C-Stones Juniors | "Balts vai melns"           | Branco ou preto                   | Letão  | 18/18 | 3   |
| 3º                               | 2005 | Hasselt     | Kids4Rock                           | "É esmu maza jauka meitene" | Eu sou uma garota pequena e legal | Letão  | 11/16 | 50  |
| Não participou desde 2005 a 2010 |      |             |                                     |                             |                                   |        |       |     |
| 8º                               | 2010 | Minsk       | Šarlote Lēnmane                     | "Viva la dance"             | Viva a Dança                      | Letão  | 10/14 | 51  |
| 9º                               | 2011 | Ereván      | Amanda Bašmakova                    | "Moondog"                   | Moondog                           | Letão  | 13/13 | 31  |
| Não participa desde 2011         |      |             |                                     |                             |                                   |        |       |     |

## Votações
Letónia tem dado mais pontos a...
| N.º | País          | Pts |
| --- | ------------- | --- |
| 1   | Bielorrússia  | 42  |
| 2   | Rússia        | 28  |
| 3   | Espanha       | 23  |
| 4   | Países Baixos | 21  |
| 5   | Reino Unido   | 19  |
| 6   | Roménia       | 17  |
| 7   | Dinamarca     | 16  |
| 7   | Bélgica       | 16  |
| 7   | Croácia       | 16  |
| 8   | Suécia        | 12  |
| 8   | Lituânia      | 12  |
| 9   | Noruega       | 11  |
| 10  | Geórgia       | 10  |
| 10  | Sérvia        | 10  |

Letónia tem recebido mais pontos de...
| N.º | País                | Pts |
| --- | ------------------- | --- |
| 1   | Lituânia            | 15  |
| 2   | Macedónia do Norte  | 14  |
| 2   | Bielorrússia        | 14  |
| 3   | Países Baixos       | 12  |
| 4   | Malta               | 11  |
| 5   | Moldávia            | 10  |
| 5   | Croácia             | 10  |
| 6   | Reino Unido         | 6   |
| 6   | Ucrânia             | 6   |
| 7   | Bélgica             | 5   |
| 7   | Grécia              | 5   |
| 7   | Rússia              | 5   |
| 7   | Geórgia             | 5   |
| 8   | Polónia             | 4   |
| 8   | Noruega             | 4   |
| 9   | Suécia              | 3   |
| 9   | Espanha             | 3   |
| 10  | Roménia             | 2   |
| 10  | Sérvia e Montenegro | 2   |

## 12 pontos
Letónia tem dado 12 pontos a...
| Ano  | País          |
| ---- | ------------- |
| 2003 | Espanha       |
| 2004 | Roménia       |
| 2005 | Bielorrússia  |
| 2010 | Bielorrússia  |
| 2011 | Países Baixos |